# 10,000 Maniacs
10,000 Maniacs är en amerikansk rockgrupp från Jamestown, New York. Bandet bildades 1981 av Dennis Drew (keyboard), Steven Gustafson (bas), Chet Cardinale (trummor), Robert Buck (gitarr) och Teri Newhouse (sång) som Still Life, men namnet ändrades när Natalie Merchant och John Lombardo anslöt senare samma år.

## Diskografi
Album
- Secrets of the I Ching (1983)
- The Wishing Chair  (1985)
- In My Tribe (1987)
- Blind Man's Zoo (1989)
- Our Time in Eden (1992)
- MTV Unplugged (1993)
- Love Among the Ruins (1997)
- The Earth Pressed Flat (1999)
- Music from the Motion Picture (2013)
- Twice Told Tales (2015)

## Medlemmar
Nuvarande medlemmar
- Dennis Drew – keyboard, bakgrundssång (1981– )
- Steve Gustafson – basgitarr, bakgrundssång (1981– )
- Jerry Augustyniak – trummor, bakgrundssång (1983– )
- Mary Ramsey – sång, viola (1993–2001, 2007– )
- Jeff Erickson – gitarr (2001– , gästuppträdande 1998)
- John Lombardo – gitarr (1981–1986, 1994–2002, 2015– , turnerande medlem alla andra år)

Tidigare medlemmar
- Rob Buck – gitarr (1981–1998, 1999–2000; död 2000)
- Chet Cardinale – trummor (1981)
- Teri Newhouse – sång (1981)
- Natalie Merchant – sång, piano (1981–1993)
- Tim Edborg – trummor (1981)
- James Rocky Calavitta – saxofon (1981)
- Debbie Heverly – piano (1981)
- Duane Calhoun – sologitarr (1981)
- Bob "O'Matic" Wachter – trummor (1982; död 2013)
- Jim Foti – trummor (1982–1983)
- Oskar Saville – sång (2002–2007)